# Мерлайон

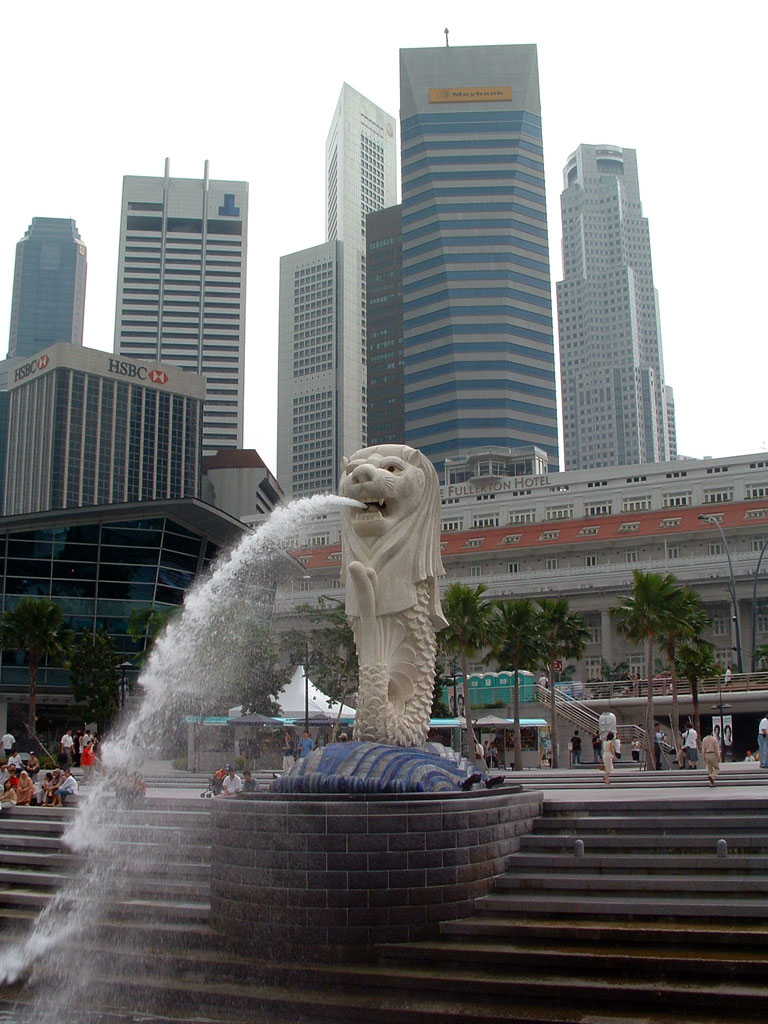
Статуя на фоне небоскрёбов

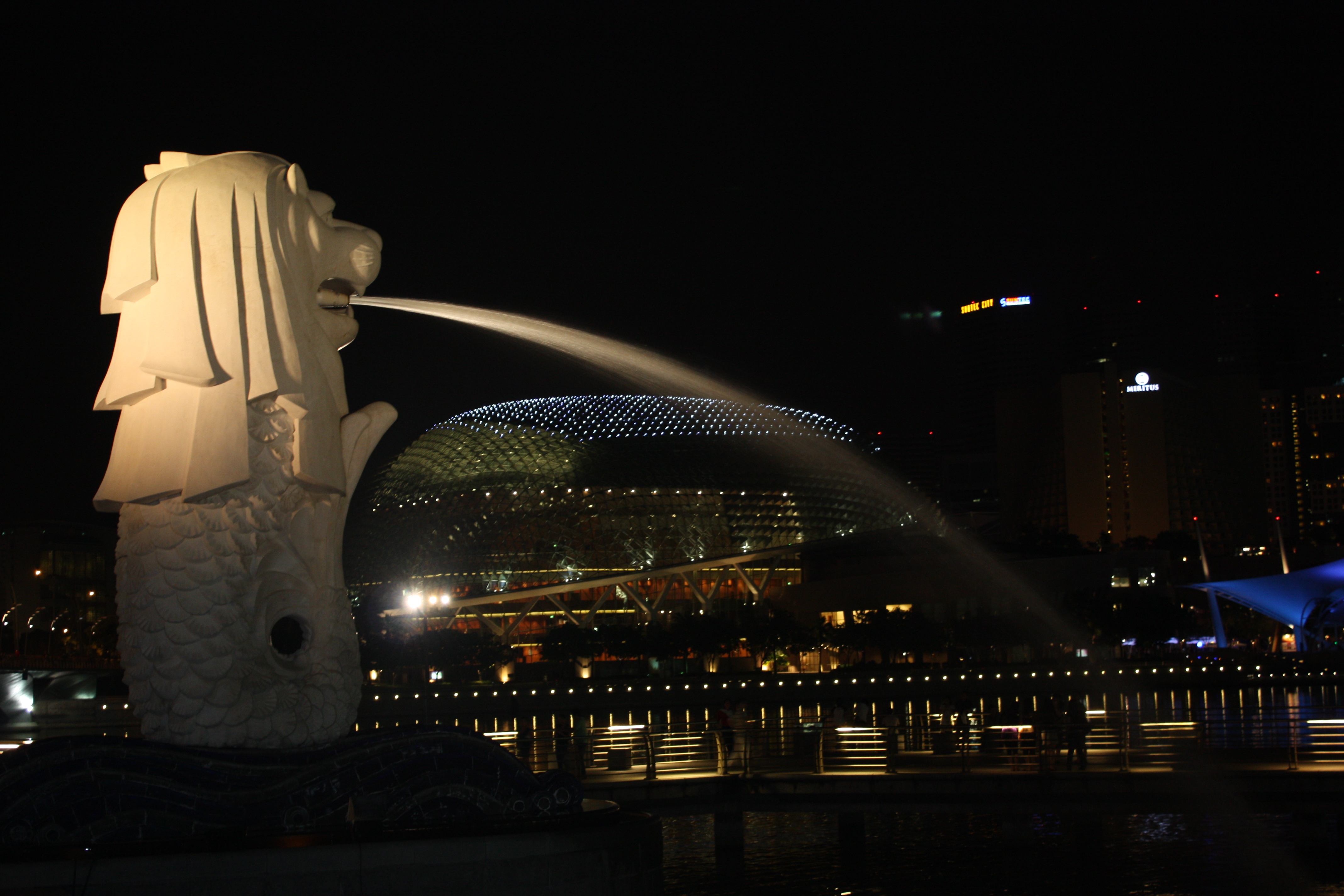
Мерлайон ночью

Мерлайон (англ. Merlion, кит. трад. 魚尾獅, упр. 鱼尾狮, пиньинь Yúwěishī, малайск. Singa-Laut, также встречается транскрипция Мерлион) — символ Сингапура, мифическое существо с телом рыбы и головой льва. Слово Merlion образовано из слов mer («морской», ср. англ. mermaid — «русалка») и lion («лев»). Лев символизирует силу и бесстрашие, в то время как рыбье тело Мерлиона подчёркивает тесную связь Сингапура с морем. Название города происходит от санскритских слов синга («лев») и пура («город»), так как по одной из легенд, имя городу дал принц Санг Нила Утама, встретивший в джунглях льва. Принц достал меч и приготовился к бою, но, посмотрев друг другу в глаза, лев и принц разошлись с миром, не причинив друг другу вреда.
Статуя Мерлиона в Сингапуре построена по эмблеме города, разработанной в 1964 году Фрейзером Бруннером по заказу сингапурского Совета по туризму. Отлитая из бетона статуя высотой 8,6 метров и весом 70 тонн установлена у устья реки Сингапур. 15 сентября 1972 года состоялась церемония открытия парка Мерлайон, на которой присутствовал премьер-министр Сингапура Ли Куан Ю. На острове Сентоса в парке отдыха находится 37-метровая копия оригинальной статуи.
В 1997 году, после окончания строительства моста Эспланада, статуя перестала быть видна со стороны моря, перекрытая конструкциями моста. В 2002 году статуя и пьедестал были перемещены на баржах на 120 м вниз по течению реки и установлены перед отелем Фуллертон.
28 февраля 2009 года, с 4 до 5 вечера по местному времени, в символ города попала молния, разрушив часть статуи. Камни упали рядом с группой туристов. На сегодняшний день статуя полностью отреставрирована.